# 1863 год в театре
1863 год в театре

## События
- В Ростове-на-Дону появился первый стационарный театр, ныне Ростовский театр драмы имени М. Горького.

### Постановки
- 1 января — в Александринском театре состоялась первая постановка пьесы Александра Островского «За чем пойдёшь, то и найдёшь»[1].
- 14 апреля — в Мариинском театре состоялась премьера первой украинской оперы «Запорожец за Дунаем» Семёна Гулак-Артемовского.
- 16 мая — в Мариинском театре состоялась премьера оперы Александра Серова «Юдифь».
- 27 сентября — в Александринском театре состоялась первая постановка пьесы Александра Островского «Доходное место»[2].
- 30 сентября — в парижском «Театре-лирик» состоялась премьера оперы Жоржа Бизе «Искатели жемчуга».
- 21 октября — на сцене Малого театра состоялась первая постановка пьесы Н. А. Островского «Воспитанница».[3]
- 12 (24) ноября — в Большом театре состоялась премьера балета Артура Сен-Леона «Пламень любви, или Саламандра» — первая оригинальная постановка балетмейстера в России и композиторский дебют Людвига Минкуса.
- Драма А. Ф. Писемского «Горькая судьбина» (1859) поставлена в вокзале Петровского парка московским Кружком любителей драматического искусства и в Александринском театре.

## Деятели театра
- Александр Островский написал пьесу «Тяжёлые дни».
- Виктор Гюго опубликовал свою раннюю пьесу «Инес де Кастро».

### Родились
- 5 (17) января, Москва — Константин Станиславский, актёр, режиссёр и педагог, реформатор драматического театра, создатель системы Станиславского.
- 3 сентября, Гёусдал, Норвегия — Ганс Аанруд, норвежский поэт и драматург.
- 30 сентября, Милан (1868?[уточнить]) — Пьерина Леньяни, итальянская балерина и балетный педагог; солистка Мариинского театра в 1893—1901 годах, первая исполнительница партий Одетты и Одиллии в балете «Лебединое озеро».
- 22 июня — Джон Мартин-Харви, британский актёр театра и кино, режиссёр.
- 7 ноября, Вена — Генрих Лефлер, австрийский художник и театральный декоратор, главный художник Венской оперы в 1900—1903 годах.

### Скончались
- 25 января (6 февраля), Санкт-Петербург — Татьяна Шлыкова-Гранатова, танцовщица и актриса, артистка крепостного театра графов Шереметевых.
- 26 июля, Нёйи-сюр-Сен близ Парижа — Эмма Ливри, артистка балета парижской Оперы; одна из последних балерин эпохи романтического балета.
- 23 августа, Курская губерния — Михаил Щепкин, драматический актёр, артист Малого театра.